# Siedlung Pottgießerhof

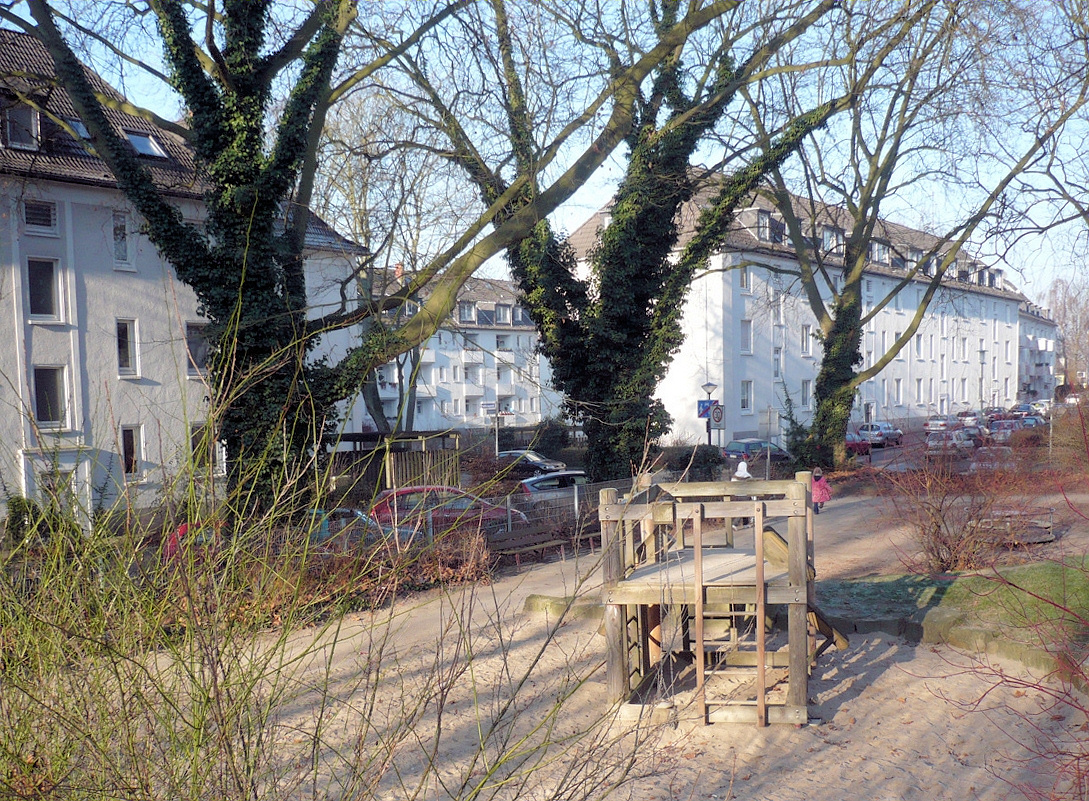
Pottgießerstraße mit Spielplatz

Die Siedlung Pottgießerhof ist eine späte, Mitte der 1930er Jahre errichtete Kruppsche Wohnsiedlung im Westen des Essener Stadtteiles Frohnhausen. Sie gehört heute zur Route der Industriekultur.

## Geschichte
Auf dem Areal der heutigen Wohnsiedlung befand sich einst die Siedlung Overrath mit vier Gutshöfen (Grote, Overrath, Pottgießer, Strauß). Es existiert noch das renovierte und denkmalgeschützte, 1771 entstandene Bauernhaus des Grotenhofes (ursprünglich Johannes de Overrode). Dieses brannte 1959 teilweise aus, wurde dann nach Leerstand und Vandalismus 1996 wiederhergestellt. Der Grotenhof wurde vor 1220 gegründet, betrieb bis 1937 Landwirtschaft und hieß zuletzt Schulte-Silberkuhl.

### Overrathhof

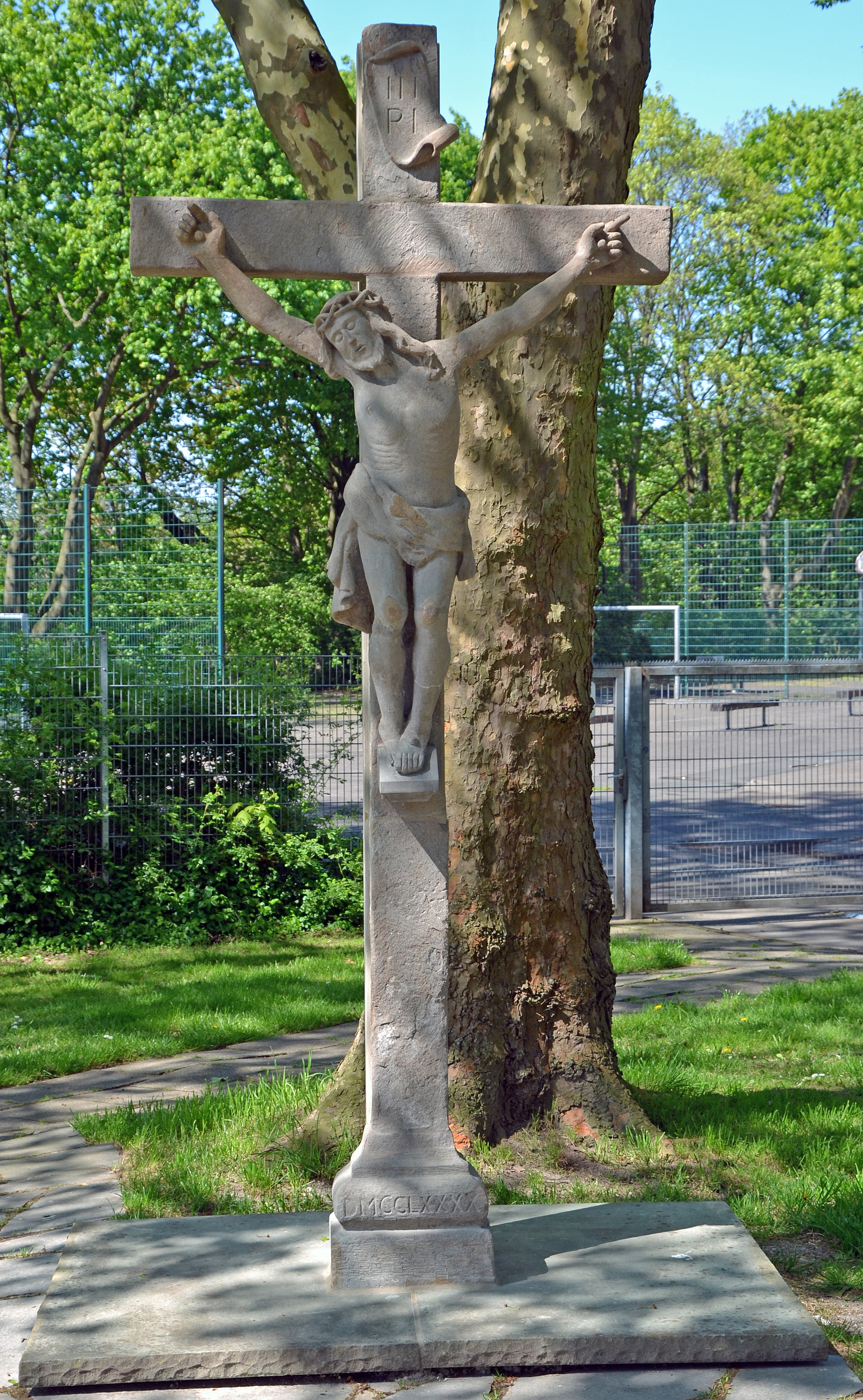
Höfekreuz des Overathhofes, 2014

Der Hof Overrath, nachdem seit 1936 die Overrathstraße in der Siedlung benannt ist, entstand vor 1220 und befand sich auf dem Gelände des heutigen Parkplatzes der Helmut-Rahn-Sportanlage. Er unterstand ebenfalls als Behandigungsgut dem Oberhof Ehrenzell. 1668 war der Aufsitzer des 46 Morgen großen Hofes Hermann Overradt. 1841 löste der Landwirt Heinrich Overradt die auf dem nun 70 Morgen großen Hof ruhenden fiskalischen Lasten ab, wodurch er uneingeschränkter Eigentümer wurde. 1902 veräußerte der letzte Bauer, Wilhelm Philipp Overrath, den Hof an den Mülheimer Bergwerks-Verein. Der Overrathhof wurde im Zweiten Weltkrieg 1944 zerstört.
Das aus Sandstein gefertigte Höfekreuz des Overathhofes zeugt von der Frömmigkeit der einst bäuerlichen Frohnhauser Bevölkerung. In römischen Ziffern ist auf dem Fuß das Entstehungsjahr 1790 des Kreuzes eingraviert, dass ein ausländischer Gastarbeiter erschaffen und gestiftet hat. Nachdem das Höfekreuz seinen Standort vom Overrathhof (an der Curtiusstraße, heute hier Niebuhrstraße) 1931 zum Pottgießerhof wechselte, wurde es zeitweise im Zweiten Weltkrieg in einen Luftschutzbunker gebracht. Man stellte es später am Platz des ehemaligen Vereinshauses Eigene Scholle wieder auf, um es nach dessen Neubau 1960 am heutigen Standort vor der Nelli-Neumann-Schule an der Raumerstraße am westlichen Rand der Siedlung Pottgießerhof zu platzieren. Am 11. Mai 2023 wurde das Höfekreuz in die Denkmalliste der Stadt Essen eingetragen.

### Pottgießerhof
Der Name Pottgießerhof geht auf einen von vier Höfen der ehemaligen Siedlung Overrath zurück. Dieser Pottgießerhof wurde 1220 in der Vogteirolle des Grafen von Isenberg erstmals erwähnt. Er unterstand als Behandigungsgut dem Oberhof Ehrenzell. Behandigung bedeutet, dass der Aufsitzer ein erbliches Nutzungsrecht besitzt, das er auch mit seiner Frau geteilt haben kann. Der Pottgießerhof, einst auch Jungenhof genannt, wurde 1562 vom Essener Bürger Conrad Wiederbach für 625 Thaler unter Verzicht des Behandigungsrechts an die Familie Pottgießer verkauft. 1668 war Dietherich Pottgießer als Aufsitzer des rund 33 Morgen großen Hofes genannt. 1826 war Eberhard Pottgießer der Besitzer. 1830 war der Hof etwa 67 Morgen groß, als die auf dem Hof ruhenden Lasten abgelöst wurden. 1834 löste der Ackersmann Wilhelm Pottgieser die auf dem Hof ruhenden fiskalischen Lasten ab, wobei er uneingeschränkter Eigentümer wurde. Ab 1871 wurde der Hof durch Einheirat von Hermann Becker aus Bedingrade noch bis 1937 bewirtschaftet. In diesem Jahr verkaufte Hermann Becker wegen Planung der Wohnsiedlung den Hof an die Friedrich Krupp AG, die ihn abriss. Das Gehöft hatte sich auf dem Gelände des ehemaligen Vereinshauses Eigene Scholle befunden, direkt östlich neben dem heutigen Parkplatz der Helmut-Rahn-Sportanlage. 

### Die Siedlung Pottgießerhof
Mit der Siedlung Pottgießerhof ließ die Firma Krupp ab Anfang 1936 zunächst 144 Wohnungen für Werksangehörige bauen. Es handelte sich um 78 Zweiraum-, 54 Dreiraum- und 12 Vierraumwohnungen in den in Nord-Süd-Richtung parallel verlaufenden, dreigeschossigen Häuserreihen zwischen Niehbur- und Schliemannstraße, zwischen denen Grünanlagen entstanden. Sie wurden noch 1936 bezogen. Weitere Häuser mit ebenfalls 144 Wohnungen kamen kurz darauf im südlichen Teil hinzu. Für diese wurde am 18. Dezember 1937 Richtfest gefeiert. Es gibt im Pottgießerhof keine einheitliche Architektur wie in anderen Siedlungen, da hier mehrere Privatarchitekten mitwirkten. Die Häuser sind offen oder geschlossen gebaut, je nach Art des Geländes. Das rechtwinklig aufgeteilte Gesamtbild ist eher schlicht, teilweise aber auch durch Jugendstil geprägt und spiegelt den Zeitgeist der 1930er Jahre wider.  
Nach dem Wiederaufbau der im Zweiten Weltkrieg zerstörten Siedlung, ab dem Jahre 1954, wurde sie in den 1990er Jahren renoviert und modernisiert. Damit wurden die bis dahin genutzten Kohleeinzelöfen durch zentrale Gaskessel je Wohnblock ersetzt sowie mehrfach aus zwei kleinen Wohnungen eine Große gemacht. Wenig später wechselte die Siedlung in Teilen zu unterschiedlichen Eigentümern. Heute bietet der Pottgießerhof in 38 Wohneinheiten Wohnen mit Grünflächen und mehreren Spielplätzen.
Am südöstlichen Rand der Siedlung, an der Ecke Onckenstraße/Pottgießerstraße, befindet sich ein Findling, der in der Liste der Naturdenkmale in Essen eingetragen ist.

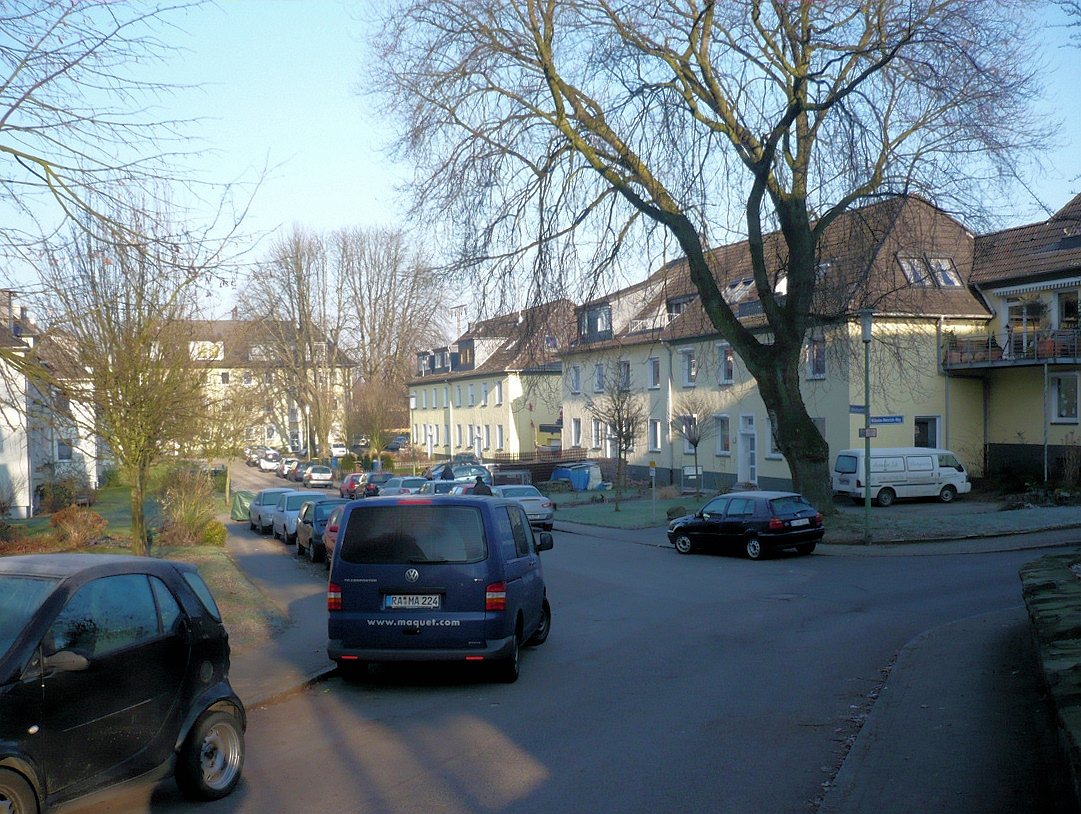
Uhlenhautstraße
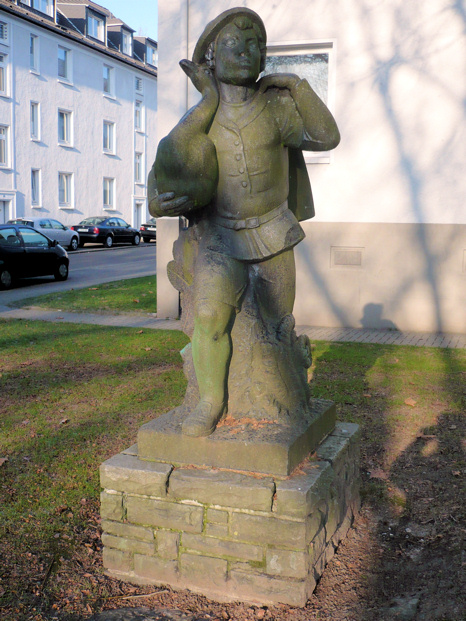
Gänsereiterskulptur in der Schliemannstraße
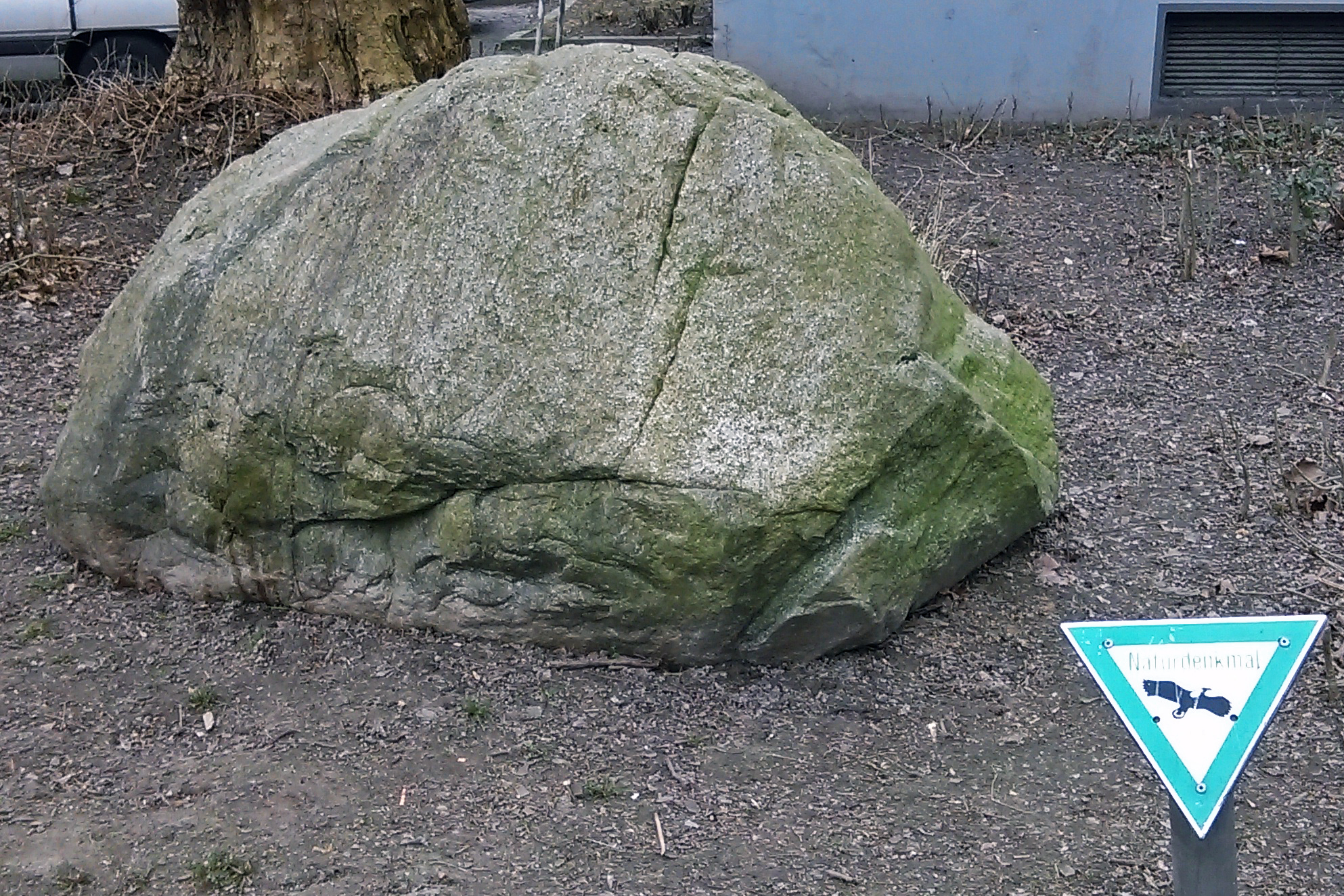
Findling, Naturdenkmal